# Свитанок (Запорожский район)
Свитанок (укр. Світанок) — село,
Августиновский сельский совет,
Запорожский район,
Запорожская область,
Украина.
Код КОАТУУ — 2322180406. Население по переписи 2001 года составляло 268 человек.

## Географическое положение
Село Свитанок находится в 4-х км от правого берега реки Днепр,
на расстоянии в 0,5 км расположено село Лемешинское и в 1-м км — село Августиновка.

## История
- 1932 год — дата основания.